# Kanton Saint-Mars-la-Jaille
Kanton Saint-Mars-la-Jaille (fr. Canton de Saint-Mars-la-Jaille) je francouzský kanton v departementu Loire-Atlantique v regionu Pays de la Loire. Tvoří ho šest obcí.

## Obce kantonu
- Bonnœuvre
- Maumusson
- Le Pin
- Saint-Mars-la-Jaille
- Saint-Sulpice-des-Landes
- Vritz